# Cité de Rockingham
La Cité de Rockingham (City of Rockingham en anglais) est une zone d'administration locale située dans la banlieue de Perth, en Australie-Occidentale. La Cité de Rockingham se trouve à environ cinquante kilomètres au sud du centre-ville. 

## Description
La zone est divisée en localités, qui sont :
- Baldivis
- Cooloongup
- East Rockingham
- Golden Bay
- Hillman
- Karnup
- Peron
- Port Kennedy
- Rockingham
- Safety Bay
- Secret Harbour
- Shoalwater
- Singleton
- Waikiki
- Warnbro

La zone a neuf conseillers et est découpée en quatre circonscriptions:
- Rockingham Ward (4 conseillers)
- Safety Bay Ward (3 conseillers)
- Baldivis Ward (1 conseiller)
- Coastal Ward (1 conseiller)

## Jumelage
La ville de Rockingham est jumelée avec
- Kuala Lumpur (Malaisie)